# Гурьев, Александр Дмитриевич
Граф (12.12.1819) Алекса́ндр Дми́триевич Гу́рьев (1 (12) июня 1785 — 1865) — сын министра финансов Д. А. Гурьева, генерал-лейтенант (1827), участник войн против Наполеона I, действительный тайный советник (1837). В 1822-1825 гг. одесский градоначальник; в 1835-1837 гг. полтавский, черниговский и киевский военный губернатор, подольский и волынский генерал-губернатор. С 1839 г. член Государственного совета. Владелец пелики с ласточкой.

## Биография
Представитель рода Гурьевых. Родился в Москве, крещен 3 июня 1785 года в Никитской церкви в Старой Басманной при восприемстве И. И. Шувалова. Его брат и сёстры:
- Мария (1787—1849) — замужем за канцлером К. В. Нессельроде
- Николай (1789—1849) — тайный советник, посланник в Королевстве Обеих Сицилий, статс-секретарь при Министерстве иностранных дел
- Елена (1795—1834) — замужем за дипломатом действительным статским советником А. В. Сверчковым

На службу определён 31 мая 1798 года юнкером в Коллегию иностранных дел, где некоторое время состоял в качестве переводчика. В январе 1801 года произведён в коллежские асессоры. В 1803 году сопровождал барона Спренгпортена при обзоре им военных границ Империи; 22 июля 1804 года пожалован в камер-юнкеры двора Его Императорского Величества; затем два года состоял при китайском посольстве, а оттуда в 1807 году переведён в парижское посольство.
12 Февраля 1810 года назначен членом в Удельный департамент, с отчислением от иностранной коллегии. 28 января 1811 года произведён в действительные статские советники, а во время Отечественной войны, 20 июля 1812 года, поступил в 3-й округ народного ополчения.
В феврале 1813 года назначен бригадным командиром 1-го Казанского и 3-го Нижегородского ополченческих полков; в сентябре месяце был отряжен с двумя пешими и Уральским казачьим полками в авангард действовавшей за границей армии, причём участвовал в делах против французов под Лоховицем, Пессендорфом и за отличие в сражении при Дрездене был награждён орденом Святого Георгия 4-го класса
За отличия в боях 23—25 октября 1813 года с неприятельскими отрядами, пытавшимися прорваться к Дрездену.
Также он получил австрийский военный орден Марии Терезии и прусский орден Красного орла 2-й степени. По взятии союзными войсками Дрездена был назначен комендантом этого города; 30 августа 1814 года зачислен на военную службу с переименованием в генерал-майоры и вскоре затем назначен командиром 3-й бригады 12-й пехотной дивизии.
Далее Гурьев командовал 2-й бригадой той же дивизии, с которой в 1815 году участвовал во вторичном походе на Рейн и, после смотра под Вертю, по назначении 12-й дивизии в состав оккупационного корпуса, занимал со своей бригадой до 1818 года крепости Ландресси и Лекенуа.
6 апреля 1819 года назначен состоять при командире 1-й гренадерской дивизии; с 27 августа 1821 года по 11 июля 1822 года командовал 2-й бригадой 3-й гренадерской дивизии, а потом получил назначение на пост одесского градоначальника. 21 апреля 1825 года определён состоять по армии при военном министре.
30 января 1827 года назначен непременным членом Совета военного министра; 17 мая произведён в генерал-лейтенанты, а через год, 18 марта, ему повелено было присутствовать в Правительствующем сенате.
При преобразовании в конеце 1832 года Военного министерства Гурьев был назначен членом Военного совета, 1 января 1835 года — полтавским и черниговским военным губернатором, а 7 июня — киевским военным губернатором с управлением гражданской частью всей губернии и генерал-губернатором Подольской и Волынской губерний.
15 ноября 1837 года Гурьев был уволен от занимаемых должностей, с производством в действительные тайные советники и оставлением в звании сенатора. 14 февраля 1839 года граф Гурьев был назначен членом Государственного совета и с 6 ноября 1848 года занимал должность председателя Департамента государственной экономии в Государственном совете. Оценка трудов его была выражена в следующем Всемилостивейшем рескрипте императора Николая I от 31 декабря 1853 года:

 «Граф Александр Дмитриевич. Долговременное служение ваше ознаменовано постоянным и пламенным усердием к престолу и отечеству. Ныне с удовольствием Я вижу новое доказательство полезной деятельности вашей в занятиях ваших по департаменту государственной экономии государственного совета, в коем под председательством вашим совершены в последнее время с полным успехом и к совершенному Моему удовольствию многие обширные работы особенной важности. Отдавая всегда должную справедливость отличным заслугам вашим на поприще службы государственной, Мне приятно возобновить вам изъявление Моего особенного благоволения и Моей признательности». 
Граф Гурьев преимущественно занимался коммерческими и финансовыми вопросами, но и охотно выражал свои мнения по поводу всевозможных вопросов государственного управления. О министре финансов Канкрине говорил всегда с большим уважением, но вместе с тем укорял за разные меры, которые считал государственными ошибками. Замену ассигнационного рубля кредитным он также не одобрял, говоря, что употребление его, как денежной единицы, вредно тем, что располагает народ к расточительности и энергично восставал против легкомысленного суждения о банкротстве как о зле преходящем, печальном для некоторых государственных кредиторов, но окончательно нисколько не вредном для самого государства. Был сторонником постепенного народного образования, но поголовное воспитание на казённый счет средних классов признавал совершенно делом невозможным. «Дайте, — говорил он, — сокровища науки человеку, не имеющему никакого другого сокровища на свете, и вы его сделаете недовольным и опасным человеком для общества».
В 1859 году граф Александр Дмитриевич, вследствие паралитического удара, должен был удалиться от деятельного участия в делах и в 1865 году, 16 декабря, скончался в Санкт-Петербурге от повторного инсульта на 81-м году от рождения. Похоронен в приделе церкви Спаса Преображения на кладбище Фарфорового завода в Санкт-Петербурге.

## Семья
Жена (с 25 апреля 1815 года; Москва) —  графиня Евдокия Петровня Толстая (1795—1863), старшая дочь генерала графа Петра Александровича Толстого (1769—1844) от его брака с княжной Марией Алексеевной Голицыной (1772—1826). Графиня Гурьева была известна в обществе своей эксцентричностью и чудачествами. По поводу её брака княжна Туркестанова писала: «Я нахожу, что это большое счастье для этой молодой девушки вступить в подобную семью, она со временем станет женщиной очень благопристойной. Молодой Гурьев — жемчужина между русской молодежью. Общество, среди которого Евдокии придется вращаться, сгладит её некоторую резкость и тривиальность, вообще в ней много странностей». По рассказам графа М. Д. Бутурлина, она имела оригинальный и игривый ум и не стеснялась высказывать во всеуслышание, что приходило ей в голову. В период службы графа Гурьева в Одессе, писал Ф. Ф. Вигель, его жена жила не в ладах с жительницами города и соперничала в свете с графиней Е. К. Воронцовой. Супруги входили в круг одесских знакомых Пушкина, который часто бывал в их доме. В браке имели шесть дочерей, которые были удивительно похожи на своего отца. Когда этот факт был подмечен одной из знакомой, графиня Гурьева ей ответила: «Вы ничего не могли мне сказать более неприятного».
- Мими (1817—1824)
- Мария (1818—1890), с 1837 года замужем за генерал-майором князем Александром Борисовичем Куракиным (1811—1870).
- Прасковья (1819—1821)
- Елизавета (09.05.1820[6]—1884), крестница императрицы Елизаветы Алексеевны, замужем за гофмейстером Н. Н. Челищевым (1817—1883).
- Ольга (1821—19.01.1888[7]), фрейлина, замужем за князем Сергеем Сергеевичем Оболенским (1816—1879). Умерла в Петербурге от апоплексического удара, похоронена на Фарфоровском кладбище.
- Александра (1822—1854), с 1853 года замужем за князем Сигизмундом Любомирским (1822—1863).

## Награды
- Орден Святого Георгия 4-й степени (18 декабря 1813 года, № 2760 по кавалерскому списку Григоровича — Степанова)
- Орден Святой Анны 2-й степени (в послужном списке отсутствует)
- Орден Святой Анны 1-й степени (09.10.1823)
- Алмазные знаки к ордену Святой Анны 1-й степени (12.03.1828)
- Знак отличия беспорочной службы за XXV лет (22.08.1828)
- Орден Святого Владимира 2-й степени (06.04.1830)
- Орден Белого орла (01.01.1833)
- Орден Святого Александра Невского (06.12.1836)
- Алмазные знаки к ордену Святого Александра Невского (01.07.1846)
- Орден Святого Владимира 1-й степени (01.01.1850)
- Орден Святого Андрея Первозванного (01.01.1852)
- Высочайший рескрипт (31.12.1853)
- Алмазные знаки к ордену Святого Андрея Первозванного (31.12.1854)
- Бриллиантовый перстень с портретом Его Императорского Величества (26.08.1856)
- Портрет императора Александра II с алмазами для ношения в петлице (29.05.1858)
- Высочайший рескрипт (13.01.1862)

Иностранные:
- австрийский военный орден Марии Терезии 3-й степени (3 мая 1814 года)
- прусский орден Красного орла 2-й степени (1813 год)
- французский орден Почётного легиона, офицерский крест (1816)